# Aquaria (jeu vidéo)
Pour les articles homonymes, voir Aquaria.
Aquaria est un jeu vidéo conçu par Alec Holowka et Derek Yu sous le nom Bit Blot, studio de jeux indépendants. Il s’agit d’un jeu d'action-aventure 2D à défilement dans un univers de fantasy sous-marin. Il a été publié en décembre 2007 pour Windows après deux ans de développement. Un portage sous Mac OS X a été réalisé en novembre 2008, et une mise à jour du jeu est sortie sur Steam la même année. Une version Linux est sortie en 2010 dans le cadre du Humble Indie Bundle et une version pour iPad est sortie le 3 novembre 2011.
Le scénario laisse de la place à l'action et à l'exploration.

## Univers
Aquaria se passe dans un environnement en deux dimensions qui représente un ensemble interconnecté de cavernes sous-marines.
Les décors représentent différents aspects d'un monde aquatique appelé Aquaria, qui vont des forêts de kelp à la végétation luxuriante aux profondeurs dénuées de lumière. Le joueur sera aussi amené à traverser des ruines d'anciennes civilisations. Ils ont tous été peints à la main.
Ce monde est peuplé par divers créatures aquatiques, amicales ou agressives.

### Trame

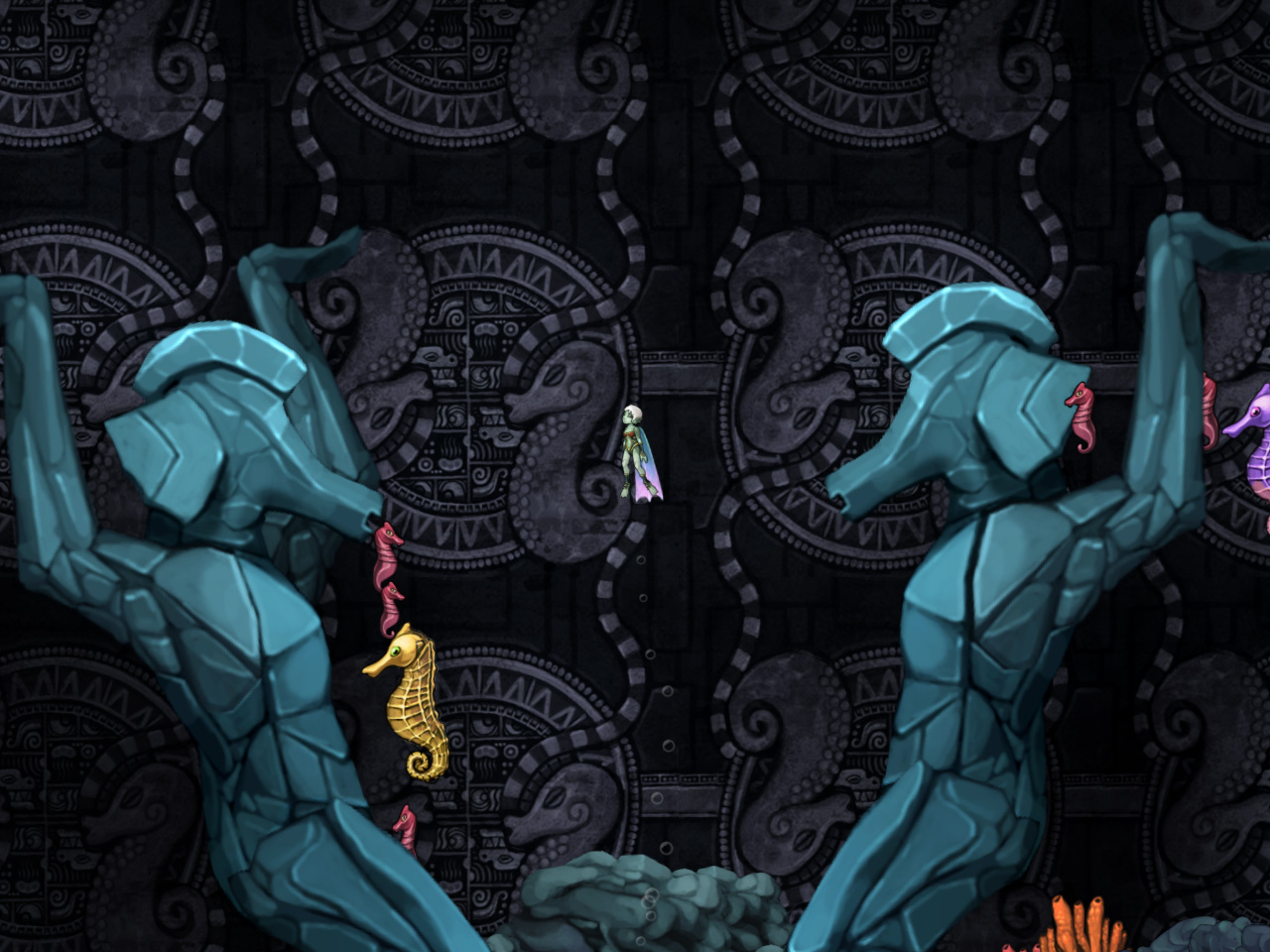
Naija, le personnage principal, en train de visiter les ruines d'une ancienne civilisation sous-marine.

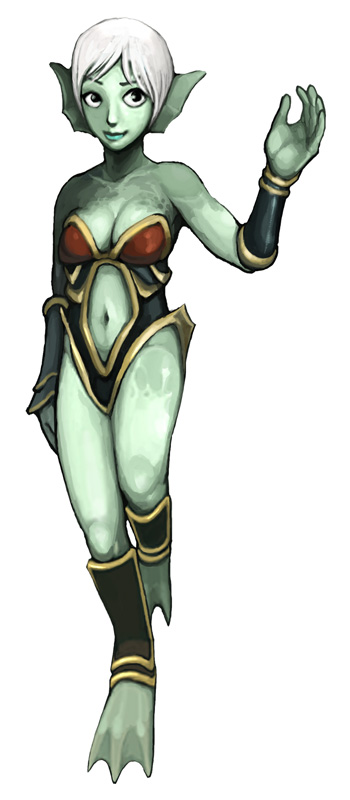
Artwork de Naija

Aquaria nous met dans la peau de Naija, une créature aquatique amnésique qui méconnaît le monde extérieur de sa maison, comme elle « vit comme une simple créature ». L'histoire nous est racontée par une Naija future. Ces récits servent de source principale d'information sur Naija au cours du jeu, agrémenté de quelques cinématiques. Après avoir été confronté à un mystérieux personnage et à une série de flashbacks dont elle ne comprend pas le sens, Naija se réveille. Se sentant seul, étant l'unique membre de son espèce, Naija décide alors de partir explorer le monde autour d'elle,. Tandis que le joueur découvre ce monde inexploré, Naija découvre l'histoire du monde, « Aquaria », mais aussi son propre passé. Le jeu se déroule dans un monde ouvert, et le joueur n'est pas obligé de suivre l'intrigue dans un ordre précis. Le seul facteur limitant est le fait que certaines zones ne peuvent être accessibles qu'à l'aide d'une forme spécifique. Cela permettra la mise en place de certains éléments de la trame plus tard dans le jeu. Le récit de la majorité du jeu est centré autour de l'exploration par Naija d'une série de civilisations en ruine, contenant chacune un énorme monstre. Ces civilisations représentent les différentes régions du jeu.
Vers la fin du jeu, Naija découvre que toutes les civilisations en ruine qu'elle a découvertes au cours du jeu ont été détruites par un dieu, « le Créateur », qui était jaloux de la montée en puissance de cette civilisation ou de leurs dieux. Les puissants monstres qu'elle a trouvés et vaincus dans chaque région étaient autrefois les dieux de cette civilisation. Chacune de ces civilisations a un pouvoir unique, symbolisé par la forme que Naija apprend après avoir vaincu leurs anciens dieux. Avec Li, un plongeur humain venant de la terre ferme, elle découvre la surface de l'océan puis Naija descend vers le fond de la mer pour affronter le dieu. Là, elle découvre que le Créateur est tombé dans l'océan lorsqu'il était un enfant, et a reçu des pouvoirs d'un esprit ancien. Il a ensuite créé Aquaria, en tissant le verset d'une berceuse que sa mère avait chantée pour lui, ce verset étant la seule partie de la chanson dont il se souvient. La mélodie de cette chanson, le « verset », est ce qui permet à Naija d'influencer le monde autour d'elle au travers de chansons, des morceaux de la mélodie peuvent être entendus sous différentes formes dans les chansons au sein de la bande originale du jeu.
Le Créateur kidnappe Li, dont Naija est tombé amoureuse. Celle-ci va donc attaquer le dieu de ce monde pour le récupérer. Le joueur doit le combattre en tant que boss final. S'il y arrive, le couple retourne à la maison de Naija où ils fondent une famille. Si le joueur a obtenu l'ensemble des souvenirs de Naija pendant la partie, il accède à un épilogue plus complet; on y découvre que la silhouette sombre qui l'a contacté au début de l'aventure est en fait sa mère, Mia. Celle-ci a été conçue par le Créateur et a les mêmes capacités que sa fille. Elle a fui avec elle et est passée d'une civilisation à l'autre alors que le dieu les détruisait. Lors de la dernière annihilation, elle a effacé les mémoires de sa fille pour lui permettre de découvrir l'histoire de son monde elle-même et détruire le Créateur. 
Dans l'épilogue, elle réapparait et demande à Naija de l'accompagner pour conquérir les civilisations de la surface. Celle-ci refuse, et se fait kidnapper. Le joueur comprend alors que la voix-off qui narrait son aventure était destinée à son fils Lucien qui est sur le point de partir la chercher.

## Système de jeu
Aquaria est un jeu d'action-aventure 2D de type Metroidvania, qui incorpore des éléments de jeu de réflexion et de jeu de tir et qui est centré sur l'exploration d'environnements aquatiques.

### Généralités

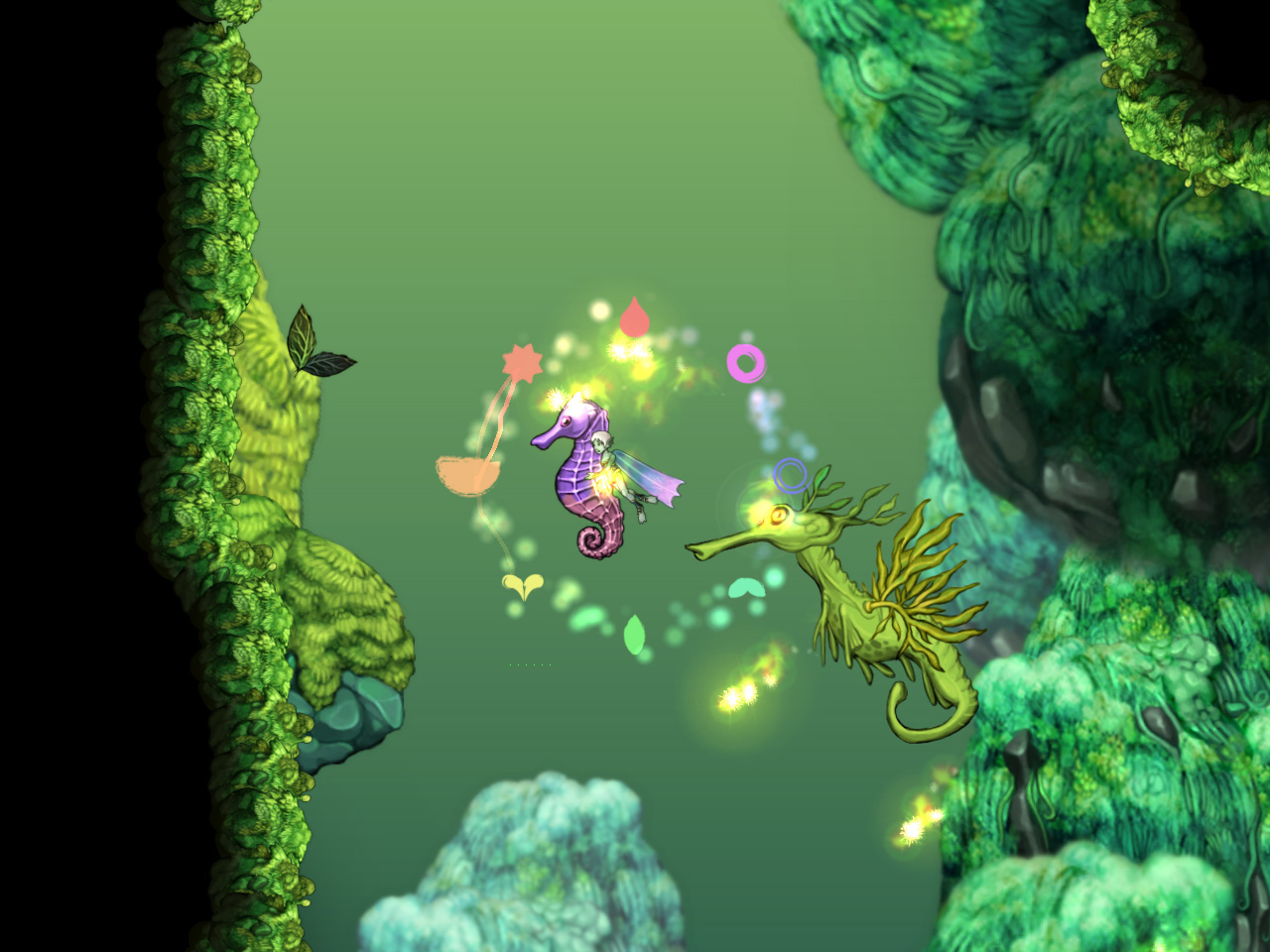
Naija dans sa forme initiale chevauchant un hippocampe à côté d'un dragon de mer. Autour d'elle se trouve l'anneau des 8 notes qui permettent au joueur de jouer les chansons.

Le joueur contrôle Naija à travers un monde sous-marin. Il peut la déplacer librement dans toutes les directions et la faire accélérer sur une courte distance. Si elle atteint une paroi avec une vitesse suffisante, elle s'y accroche, et peut ensuite se propulser dans une autre direction,.
Naija peut intéragir avec certains éléments de son environnement, comme les hippocampes sur lesquels elle peut monter. Mais la plupart du temps, elle ne peut agir sur les autres objets qu'à travers un système de chant; lorsque le joueur le souhaite, apparaît autour d'elle un cercle composé de huit symboles de différentes couleur qui correspondent chacun à une note, et au moyen desquels il peut composer de courtes mélodies. La plupart permettent à Naija de changer de forme.

Le changement de forme est un élément clé du gameplay d'Aquaria : la protagoniste change non seulement d'apparence mais gagne aussi une ou plusieurs capacités,. Le joueur peut en récolter 8 au fur et à mesure de l'aventure:
- La forme normale est la seule qui puisse chanter les mélodies[4]. Cela lui permet notamment de créer un bouclier autour d'elle (grâce à la "Shield Song") et d'attirer certains objets (grâce à la "Bind Song").
- L'Energy Form est capable d'envoyer des missiles à têtes chercheuses semblables à des flammes pour détruire les ennemis[4].
- La Beast Form peut remonter les courants et dévorer certains ennemis. Lorsqu'elle dévore des ennemis capables d'envoyer des projectiles, elle acquiert la capacité de les utiliser également, mais un nombre limité de fois.
- La Nature Form a la capacité de planter des fleurs et des plantes épineuses. Celles-ci peuvent faire souffrir les ennemis.
- La Sun Form permet de produire de la lumière.
- La Fish Form est plus petite. Elle peut emprunter des passages étroits et nage plus vite. Elle n'est pas nécessaire pour finir le jeu.
- La Spirit Form permet de Naija de projeter son esprit hors de son corps. Elle est également optionnelle.
- La Dual Form permet à Naija de fusionner avec Li.

Une partie du jeu est constitué de combats contre des créatures agressives de la faune sous-marine. Ceux-ci ressemblent à des combats de shoot'em up, puisqu'il s'agit essentiellement d'éviter les projectiles ennemis tout en utilisant les nôtres pour éliminer les menaces,. Naija est dotée d'une jauge de point de vie qui diminue en cas d'attaque ennemie; si celle-ci se vide complètement, Naija perd la vie et le joueur doit recommencer au dernier point de sauvegarde.
Naija peut récupérer divers objets en tuant des ennemis ou en explorant l'environnement. Ils peuvent être combinés selon une liste de recettes, qui permettent d'obtenir des consommables. Ceux-ci octroient à Naija des bonus ou des malus; par exemple, un rétablissement de sa jauge de vie, ou bien un boost de vitesse, de défense, ou de puissance,.

### World Design
Aquaria reprend la construction de base des Metroidvania. Le joueur se déplace dans un monde ouvert composé de plusieurs zones interconnectées. L'accès à certaines d'entre elles est conditionnée par l'obtention d'une capacité; ce qui correspond, dans Aquaria, à l'apprentissage d'une mélodie. Par exemple, l'entrée de certaines zones est bloquée par un fort courant qui ne peut être remonté que par la Beast Form,.
En dehors de ces obstacles, le joueur est libre de ses mouvements. Sa progression n'est donc pas linéaire : non seulement il peut choisir de visiter les différentes zones dans l'ordre souhaité, mais en plus il a fréquemment la possibilité de retourner visiter des zones déjà connues pour débloquer de nouveaux passages et trouver de nouveaux objets grâce à des capacités nouvellement acquises. Ces aller-retours sont facilités par la mini-carte qui s'affiche dans le coin de l'écran, et par des tortues géantes qui agissent comme des téléporteurs.
Certaines de ces zones sont des donjons, où Naija est confronté à des ennemis plus coriaces et à des énigmes. Ces donjons se terminent en général par un boss, que le joueur doit battre pour pouvoir apprendre les mélodies et donc progresser dans l'intrigue.

## Développement
Aquaria est développé sur une période de deux ans par Derek Yu et Alec Holowka, à partir d'un concept auquel ce dernier avait pensé l'année précédente. Yu travaille comme principal graphiste, tandis qu'Holowka programme et compose les musiques. Tous deux ont déjà été impliqué dans le développement de jeux vidéo: Yu est à l'origine de plusieurs gratuiciel, tandis qu'Holowka a fait partie de plusieurs projets, dont aucun n'a abouti à une publication. Ils ont déjà travaillé ensemble sur I'm O.K – A Murder Simulator.
Une partie du travail additionnel, dont le codage du comportement de certains ennemis et un peu de level design, a été effectué par Brandon McCartin.
Yu et Holowka forment le studio Bit Blot pour soutenir le jeu une semaine avant de le soumettre à l'Independent Games Festival. Le nom du studio est choisi pour représenter l'accord entre l'art et la technologie. Aquaria est le seul jeu du studio; après la fin de sa conception, Holowka forme une autre équipe de développement appelée Infinite Ammo, tandis qu'Yu se consacre à son premier projet solo, Spelunky.
Le prototype initial ressemblait à un jeu de rôle, avec un vaste monde ouvert, de nombreuses quêtes et sous-quêtes et des dialogues à choix multiples avec des personnages non-joueurs. Après avoir envisagé un système complexe, l'équipe décide de simplifier le jeu et de se contraindre à le finir pour l'Independent Games Festival de 2007. Cela les force à enlever du jeu tout ce qu'ils ressentent comme inutilement complexe et de se concentrer sur le cœur du jeu : ils éliminent la majorité du texte et le remplacent par une voix-off, orientent le jeu vers l'exploration, et centrent le gameplay sur les chants de Naija. Après qu'ils ont éliminé ce qu'ils considéraient comme des éléments superfétatoires, le jeu paraissait vide : ils réintroduisent donc le système de cuisine et l'utilisation de la carte du monde, qui s'adaptaient bien au reste d'Aquaria. 
Ils développent l'histoire et le monde du jeu de manière à peu près linéaire, créant d'abord la structure générale de chaque région du jeu avant de la détailler. Pendant le développement, Holowka s'est rendu compte qu'il avait utilisé la même suite de douze notes dans différentes clés à travers la plupart des musiques du jeu, et a décidé d'intégrer cette mélodie à la trame du jeu: c'est devenu le concept du Verse,.
Le jeu a été développé pour être joué avec la souris seulement, sur une suggestion du père de Yu. Les développeurs pensaient que cela leur permettait de rendre les contrôles fluides et faciles à appréhender. Cependant, ils ont également ajouté la possibilité de joueur avec un clavier ou une manette Xbox 360. Yu considérait que la marque de fabrique des jeux d'exploration est le sentiment de solitude, qu'ils ont intégré dans la trame narrative du jeu, mais ils voulaient aussi que le joueur apprenne à connaître Naija. Ils ont donc décidé que celle-ci servirait de narratrice pour décrire ses sentiments aux moments-clés de son aventure. Son texte a été interprété par Jenna Sharpe, qui a été choisie pour ce rôle parmi plusieurs candidates. Elle a aussi chanté pour l'un des morceaux du jeu - "Lost to the Waves" - ainsi que pour un morceau de neuf minutes - "Fear the Dark" - spécialement composé pour la commercialisation de la bande-son d'Aquaria, qui a été publié par Bit Blot le 14 novembre 2009. Celui-ci comprend 50 titres répartis sur deux disques, dont la plupart des morceaux du jeu, quelques remix, et des morceaux originaux.
Le jeu sort sur PC le 7 décembre 2007. Il est porté sur Mac OS le 12 novembre 2008, avec l'aide d'Ambrosia Software. Il est rendu disponible sur Steam le 15 décembre 2008. Une version linux est développée par Ryan C. Gordon en 2009 et est intégrée à l'Humble Indie Bundle en 2010. Un portage pour iOS a été réalisé le 3 novembre 2011 par Andrew Church et publié par Semi-Secret Software,. Un portage Android a été réalisé pour le Humble Bundle Android 6 en juin 2013.
Le jeu inclut un éditeur de niveau et d'animations; plusieurs mods ont été publiés par des joueurs.
Aquaria est devenu Open source pour le Humble Indie Bundle.
Le doublage de Naija a été assuré par Jenna Sharpe.

## Accueil

### Récompenses

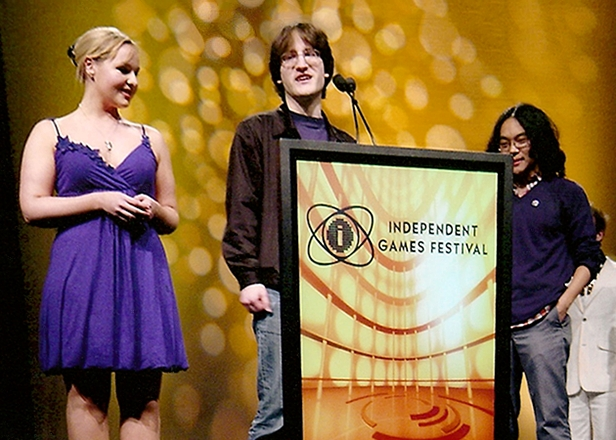
Jenna Sharpe, Alec Holowka et Derek Yu (de gauche à droite) à la remise du Grand prix Seumas-McNally pendant l'Independent Games Festival de 2007

Aquaria a remporté le Grand prix Seumas-McNally, la principale récompense donnée lors de l'Independent Games Festival, l'un des événements les plus importants dans le monde de jeu vidéo indépendant. Il a aussi été nommé pour le Prix de l'innovation en Game design, dans la catégorie Excellence en Arts visuels et dans la catégorie Excellence en Son. Cette mise en avant a permis au jeu d'attirer une communauté de joueurs et de recevoir l'attention des médias.

### Critique
De la part de la presse spécialisée, il a reçu un accueil positif, quoique épars. L'agrégateur de note Metacritic lui donne la note de 82 % pour les versions PC et Mac et de 84 % pour la version iOS, sur base de, respectivement, 7 et 8 tests,.
Selon les critiques, l'ampleur du travail fourni et l'étendue du monde créé témoignent d'un effort remarquable pour une équipe de seulement deux personnes, qui réussissent à produire une expérience de qualité proche à celle issue de productions de plus grandes ampleurs,.
Les éloges au sujet du jeu se sont principalement centré sur le rendu visuel et l'atmosphère. Selon les commentateurs, l'ambiance qui découle des décors que traverse Naija rendrait le déplacement au sein de ce monde sous-marin particulièrement agréable,,. La manière dont le jeu laisse au joueur trouver lui-même le chemin sans lui donner beaucoup d'indications peut être vu comme positif, puisque l'exploration y est agréable; Scott Colbourne, de The Globe and Mail, admet avoir pris du plaisir à se perdre dans Aquaria, même s'il avoue lui être arrivé de devoir faire appel aux ressources d'internet. 
Le charme d'Aquaria est amplifié par la voix de Jenna Sharpe et par une bande-son adaptée,. Celle-ci est plutôt appréciée dans l'ensemble; Elle reçoit, entre autres, des louanges particulièrement appuyées de pixelpirate, de Jeuxvideo.com, qui la compare à la musique de Klaus Schulze. 
L'animation du personnage principal et des ennemis, ainsi qu'une certaine répétitivité dans les musiques sont les seules défauts cités par les journalistes qui ternissent un peu ce tableau.
Le scénario fait l'objet d'avis contrastés. Scott Colbourne et pixelpirate pensent qu'elle participe au charme du jeu, mais ce n'est pas l'avis de Cam Shea, d'IGN, qui la trouve prétentieuse.
Les avis sur le système de jeu sont positifs mais nuancés. Les critiques admettent l'influence de Castlevania dans le design général,, tout en reconnaissant qu'Aquaria réussit à trouver sa propre personnalité grâce à son gameplay particulier,. Cependant, le jeu n'est pas vu comme sans défaut. SI les phases d'exploration sont agréables, certains critiques y voient une source de frustration puisque les phases d'exploration infertiles peuvent alors durer longtemps, du fait de l'absence d'indications. Le fait que la carte du jeu n'indique pas clairement quelles zones ont déjà été visité, la trop faible présence de points de sauvegarde et le manque de raccourcis entre zones distantes empire cette situation,.
D'autres défauts mineurs viennent entacher l'expérience, dont la trop grande proximité entre certaines des couleurs de 8 notes qui servent à effectuer les mélodies, qui peut jouer des tours à de mauvais moments,.